# Bactrocera ektoalangiae
Bactrocera ektoalangiae är en tvåvingeart som beskrevs av Drew, Hancock och Romig 1999. Bactrocera ektoalangiae ingår i släktet Bactrocera och familjen borrflugor. Inga underarter finns listade.